# Menétrux-en-Joux
Menétrux-en-Joux är en kommun i departementet Jura i regionen Bourgogne-Franche-Comté i östra Frankrike. Kommunen ligger i kantonen Clairvaux-les-Lacs som tillhör arrondissementet Lons-le-Saunier. År 2022 hade Menétrux-en-Joux 74 invånare.

## Befolkningsutveckling
Antalet invånare i kommunen Menétrux-en-Joux
Referens:INSEE